# Superficies solo cedit
Il brocardo superficies solo cedit racchiude un principio giuridico risalente al diritto romano, secondo il quale tutto ciò che viene costruito sul suolo altrui ne costituisce un incremento e quindi spetta al proprietario del suolo.

## Storia
Troviamo già menzione del principio nelle Istituzioni di Gaio: G. 2.73 «Praeterea id, quod in solo nostro ab aliquo aedificatum est, quamuis ille suo nomine aedificauerit, iure naturali nostrum fit, quia superficies solo cedit» (Trad. Inoltre tutto ciò che sul nostro suolo è edificato da qualcuno, sebbene sia stato edificato in nome di questo, sarà per diritto naturale nostro, poiché la superficie accede al suolo). Analogo concetto si ritrova in alcuni frammenti dei Digesta
D.9.2.50 (Ulp. 6 opin.): «naturale ius, quid superficies ad dominum soli pertinet» (Trad. è per diritto naturale che la superficie pertiene al proprietario del suolo), e D. 43.17.3. 7. (Ulp., 9 ed.): «semper enim superficies solo cedere» (Trad. sempre infatti la superficie accede al suolo).
Il principio superficies solo cedit è stato accolto dalla maggior parte degli ordinamenti giuridici moderni. Il codice civile italiano lo ha recepito agli articoli 934-937 dedicati all'accessione quale modo di acquisto della proprietà a titolo originario.
Correlata a questo principio è la locuzione latina Quidquid inaedificatur solo cedit (ovvero "tutto ciò che è costruito sul fondo accede ad esso"), principio tradizionale in base al quale ogni bene mobile che venga materialmente unito ad un bene immobile diventa proprietà del proprietario del suolo.